# Europa (volkslied)
Het volkslied van Kosovo (Europa) werd op 11 juni 2008 aangenomen. Het land koos voor muziek zonder tekst om de Servische minderheid in Kosovo niet voor het hoofd te stoten. Het lied werd geschreven door de Kosovaar Mendi Mengjiqi.